# توازن طبیعت

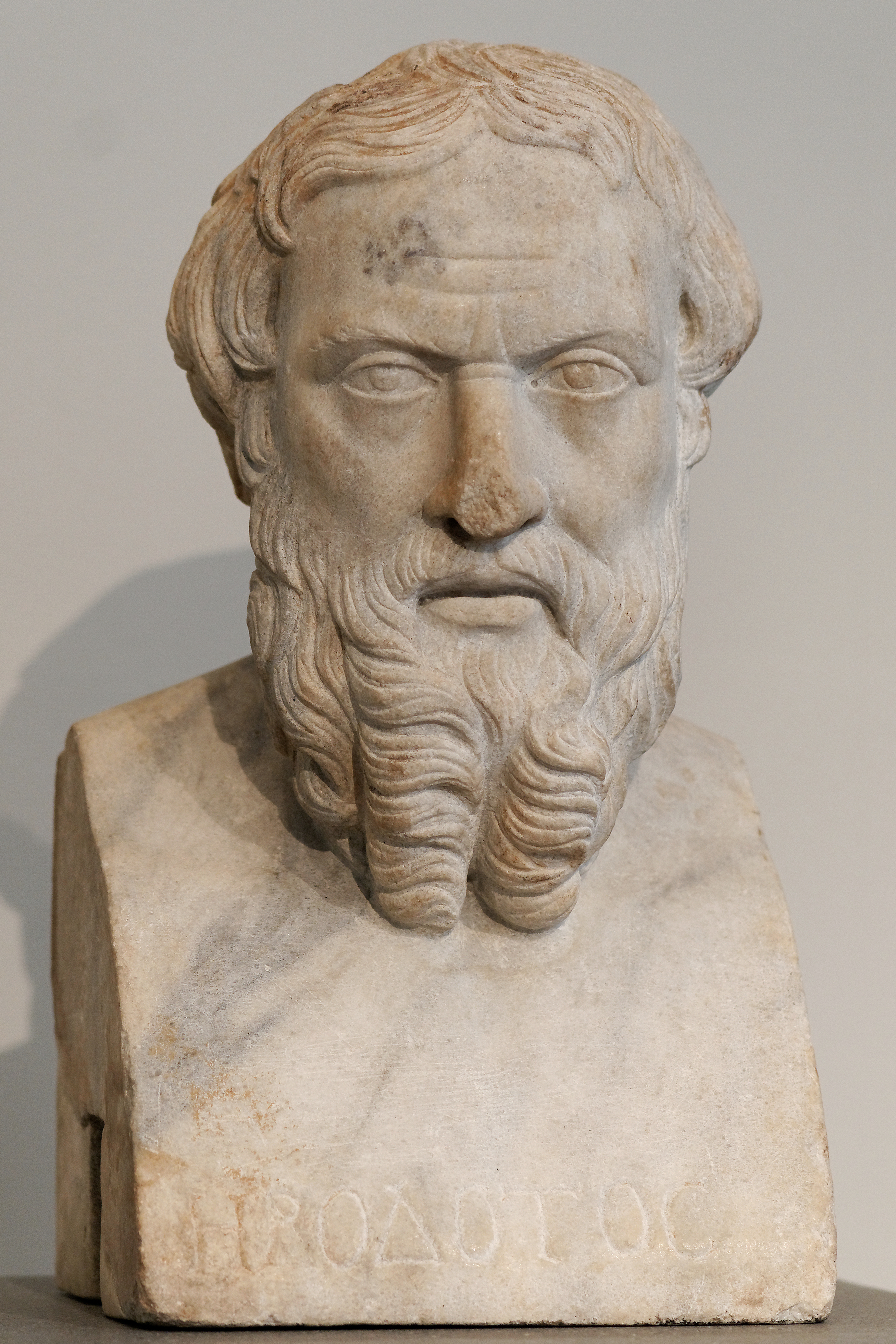
هرودوت اظهار داشت که شکارچیان هرگز جمعیت‌های طعمه را بیش از حد مصرف نمی‌کنند و این تعادل را «شگفت‌انگیز» توصیف کرد.

توازن طبیعت یا تعادل طبیعت (به انگلیسی: Balance of nature)، که به عنوان تعادل بوم‌شناختی نیز شناخته می‌شود، نظریه‌ای است که پیشنهاد می‌کند سیستم‌های بوم‌شناختی معمولاً در یک تعادل یا هم‌ایستایی پایدار هستند، به این معنی که یک تغییر کوچک (مثلاً اندازه یک جمعیت خاص) اصلاح می‌شود. با برخی بازخوردهای منفی که پارامتر را به «نقطه تعادل» اصلی خود با بقیه سیستم بازمی‌گرداند. تعادل گاهی به‌صورتی به تصویر کشیده می‌شود که به راحتی برهم می‌خورد و ظریف است، در حالی که گاهی به‌طور معکوس آنقدر قدرتمند به تصویر کشیده می‌شود که به خودی خود هرگونه عدم تعادل را اصلاح کند. این مفهوم به عنوان "هنجار" و همچنین غایت شناختی توصیف شده‌است، زیرا ادعا می‌کند که طبیعت چگونه باید باشد: طبیعت متعادل است زیرا "قرار است متعادل باشد".